# Rosi Röhm
Rosi Röhm (* 1951 in Königswinter) ist eine deutsche Künstlerin und Bildhauerin aus Königswinter-Oberdollendorf. Sie lebt und arbeitet heute in Jugenheim in Rheinhessen.

## Künstlerische Ausbildung
Ihre künstlerische Ausbildung begann Rosi Röhm in den Jahren von 2000 bis 2005 mit Kursen in der Werkstatt Ceramique de la Gare in Éguelshardt in Frankreich, wo sie die Vielseitigkeit von Ton als Medium zur plastischen Gestaltung vermittelt bekam. Von 2008 bis 2012 fertigte sie Steinmetzarbeiten bei Peter Rübsam in Düsseldorf an. Anschließend belegte Rosi Röhm von 2013 bis 2014 Bildhauerkurse in der Sommerakademie auf der Löwenburg im Siebengebirge bei Benedikt Birckenbach und Ulrich Forster.

## TONgestalten
Röhm verwendet für ihre naturalistischen Arbeiten vorwiegend verschiedene Tonarten und Stein, aber auch Bronze und Holz. Sie benutzt keine Glasuren, belässt den Ton in seiner natürlichen Beschaffenheit und erreicht lediglich durch Engoben, Farbpigmente, Oxide und Wachs die besonderen Effekte. Ihr Lieblingsmotiv sind Frauen.

## Ausgewählte Ausstellungen
- 2008: Skulpturengarten im egapark, Erfurt
- 2010: Foyer Landtag Rheinland-Pfalz, Mainz
- 2010: Haus Bachem, Königswinter
- 2013: Ausstellung zur Eröffnung des Kulturzentrums, Oberhoffen-sur-Moder (Frankreich)
- 2014: „Frauen im Foyer“, Hyatt Regency, Mainz
- 2014: „Skulpturen aus Ton“, Herber’s Scheune, Saulheim
- 2017: „Lebenszyklen“, Martinskirche, Jugenheim
- 2023: „Frauen und andere Menschen“, Nieder-Olm, Rathaus der Verbandsgemeinde Nieder-Olm